# Kelly Key (álbum de 2005)
Kelly Key é o terceiro álbum de estúdio da artista musical brasileira Kelly Key. O seu lançamento ocorreu em 23 de maio de 2005, através da Warner Music Brasil. O disco apresenta um afastamento musical de seus trabalhos anteriores, a favor de um disco com temática para crianças. O disco possui uma sonoridade inspirada por gêneros juvenis como o teen pop e feita através da fusão do dance-pop, possuindo elementos proeminentes do house, R&B, bubblegum pop, drum 'n' bass e disco. As gravações do projeto ocorreram entre 2004 e 2005 em estúdios no Brasil, com a produção de Plínio Profeta, Umberto Tavares e Mãozinha.
Após o lançamento de seu segundo álbum Do Meu Jeito (2003) e de seu primeiro disco ao vivo, Kelly Key - Ao Vivo (2004), Kelly decidiu dar uma pausa em sua carreira musical, dedicando-se mais a sua vida pessoal. Pouco depois do lançamento do segundo álbum citado, a artista se casou novamente com Mico Freitas, mais tarde tendo seu segundo filho. A intérprete começou a trabalhar em Kelly Key ainda em 2004, ano onde a cantora apresentava os episódios de Os Cavaleiros do Zodíaco, na Rede Bandeirantes, com mídias citando a artista como a "nova Xuxa" de Marlene Mattos. Kelly Key recebeu análises negativas da crítica, com muitos dos resenhadores dizendo que a musicista estava se arriscando em uma carreira incerta para o "juvenil", com Kelly posteriormente dizendo que "não vê" mudanças em relação a sua música. Entretanto, o comercial do CD foi favorável, com a cantora recebendo uma certificação de ouro da Associação Brasileira de Produtores de Discos (ABPD), pela venda de 100 mil cópias no território brasileiro.
Para a divulgação do álbum, três singles foram extraídos de Kelly Key. O primeiro, "Escuta Aqui Rapaz", foi lançada na metade de abril de 2005 e considerada a mais forte canção do álbum pelos críticos, sendo declarada como referência ao feminismo de dominatrix de Kelly Key. Mais tarde, o cover de "Barbie Girl" da artista foi lançada em agosto de 2005 e teve um sucesso mediano, sendo que a faixa na versão original obteve um processo da empresa Mattel pelo uso do título da boneca, sendo arquivado e liberado os diretos de uso do título "Barbie". O último, "Papinho", foi pouco executada pelas rádios, devido à rotação ainda de sua antecessora, além de ser considerada demasiadamente juvenil. Além disso, a artista iniciou a Turnê O Filme Já Vai Começar, que foi bem recebida pelos analisadores.

## Produção e tema
Opostamente à seus álbuns anteriores, onde a maioria das canções exploravam a sonoridade entre o R&B e o pop, o terceiro álbum explora a sonoridade teen pop e dance-pop, sendo que apenas duas canções foram compostas por Kelly Key, diferente de seu primeiro álbum, onde todas as canções foram escritas ou co-escritas pela cantora. As faixas do álbum são compostas por Andinho, Umberto Tavares, Edu Ferreira e pelo cantor Gustavo Lins, conhecido por trabalhos prestadas a inúmeros cantores como Mariana Aydar e Wanessa Camargo e considerado um dos maiores compositores jovens brasileiros. A produção do álbum também sofreu alterações com a saída do DJ Cuca como assinante, mudando o produtor.
O tema explorado pelas faixas são em sua maior relacionados às diferentes formas de relacionamento. Apesar da sonoridade mais teen pop, atingindo o público mais juvenil, as letras das canções continuaram com os temas adultos e, alguns deles, sérios. O feminismo é novamente um dos temas mais trabalhados pela cantora, como nas faixas "Papinho", "Bad Boy", "Escuta Aqui Rapaz" e "Sou Neném", sendo que particularmente em "Bad Boy" a cantora ainda explora o tema do machismo e do menosprezo sofrido pela mulher. Nas faixas "Tô Te Dando Mole" e "O Filme Já Vai Começar", Kelly Key explora o amor puro e sem complicações.
Na faixa Escuta Aqui Rapaz a cantora ainda conta sobre a tentativa de traição sofrida por seu namorado em cima de sua melhor amiga. O álbum traz três regravações, sendo elas as canções "Barbie Girl", originalmente gravada em 1997 pelo grupo Aqua, "Trouble", originalmente gravada em 1995 pela banda Shampoo, mudado o título para "Eu Não Tô Brincando", e "É Chamego ou Xaveco?", originalmente gravada em 2004 pela banda de forró Magníficos como faixa-título.

## Lançamento e recepção
O álbum recebeu críticas em sua maioria negativas. A Folha de S.Paulo classificou o álbum como "à desejar sobre os antigos trabalhos", mas acrescentou dizendo que a canção "Escuta Aqui Rapaz" tem "apelo pop para o sucesso". O Jornal Agora declarou que Kelly Key estaria perdendo o público jovem que conquistou para se arriscar em uma carreira direcionada ao público juvenil incerto. A crítica mais positiva foi realizada pelo jornalista Marcos Paulo Bin, do site Universo Musical disse que o álbum tinha uma boa produção, embora atingisse um público diferente, sendo que a canção "Escuta Aqui Rapaz" tinha cheiro de hit, porém acrescentando que Kelly teria mais a perder com a nova fase, do que a ganhar.
| “ | Não sei vejo tantas mudanças assim porque eu mudo muito. Não sou de fazer firulas, nem pretendo ser a melhora cantora do Brasil, pois não tenho potencial vocal para isso. Meu fã-clube vai de 1 a 50 anos. O maior número era de pessoas de 14 à 20 anos, mas neste álbum o pico muda para os 12 anos. Só não quero ser exemplo para ninguém. Curti muito a Barbie Girl desde que a ouvi. Fiz questão de gravar, sem me preocupar se ela é para o meu público ou não. | ” |

O homônimo Kelly Key ganhou o certificado de ouro pela Associação Brasileira de Produtores de Discos, a ABPD, por suas 100 mil cópias vendidas.

## Controvérsia
Em julho de 2005, Kelly Key sofreu um processo pelos direitos legais da composição do single "Escuta Aqui Rapaz". Apesar dos dos créditos de da canção ter sido dados apenas para Gustavo Lins, Umberto Tavares e Edu Ferreira, uma mulher de nome, Verônica Cristina Santos Ferreira registrou queixa policial, afirmando ser a verdadeira compositora da canção. Verônica disse aos policiais ter levado fitas da música para a gravadora Warner Music, responsável pelo lançamento do álbum de Kelly Key e disse se surpreender vendo a cantora apresentando sua canção na TV sem ao menos ser creditada e remunerada pela canção. Em declaração, Kelly Key afirmou que a composição chegou às suas mãos através da gravadora, não tendo informações de quem realmente teria composto a canção.

## Digressão e divulgação

### Turnê
Kelly Key iniciou sua quarta turnê intitulada Turnê O Filme Já Vai Começar em 7 de julho de 2005, na cidade do Rio de Janeiro, passando por outras cidades brasileiras. Kelly convidou Marlene Mattos para dirigir a série de shows, que recusou por conta dos compromissos, levando Kelly a realizar a direção por si mesma. A turnê foi baseada em uma história com começo e fim, onde a cantora contava uma história dentro do universo cinematográfico, com cenário e roupas inspiradas em grandes filmes clássicos como ...E o Vento Levou e Django. Kelly foi acompanhada por seus bailarinos, intitulados Five Key. O repertório era composto pelas faixas de seu novo álbum, incluindo "Barbie Girl", "Bad Boy", "Escuta Aqui Rapaz", "Já Não Somos Mais Livres", "Tô Te Dando Mole", "É Chamego ou Xaveco" e "Papinho", totalizando uma média de 1h15 de apresentação. Durante o show de 12 de outubro, Kelly cantou junto com Felipe Dylon no no Parque de Eventos da Universidade do Chopp. A turnê recebeu críticas positivas dos críticos, com a revista Isto É Gente declarando que foi um "retorno em grande estilo para quem havia ficado sete meses afastada dos palcos".

### Singles
"Escuta Aqui Rapaz" foi o primeiro single do álbum, produzido por Umberto Tavares e Mãozinha, foi lançado em 12 de maio de 2005. A canção foi considerada a mais forte canção do álbum pelos críticos, sendo declarada como referência ao feminismo de dominatrix de Kelly Key, é derivada dos gêneros R&B e ao pop. "Barbie Girl" foi o segundo single do álbum produzido por Plínio Profeta e lançado em 15 de agosto de 2005. Barbie Girl é derivado do gênero teen-pop. A canção é uma versão em português da canção original do grupo dinamarques Aqua, de 1997, sendo que em sua versão original a canção sofreu um processo da empresa Mattel pelo uso do título da boneca, sendo arquivado e liberado os diretos de uso do título Barbie.. "Papinho", produzido por Umberto Tavares e Mãozinha, foi o terceiro single, lançado em 5 de dezembro de 2005.

## Faixas
| N.º | Título                         | Compositor(es)                                                  | Duração |  |
| 1.  | "Papinho"                      | Matheus Santos                                                  | 2:36    |  |
| 2.  | "Bad Boy"                      | Kelly Key                                                       | 3:40    |  |
| 3.  | "Sou a Barbie Girl"            | Claus Norreen Søren Nystrøm Rasted Umberto Tavares Gustavo Lins | 3:20    |  |
| 4.  | "É Chamego ou Xaveco?"         | Andinho                                                         | 3:21    |  |
| 5.  | "Escuta Aqui Rapaz"            | Umberto Tavares Gustavo Lins Matheus Santos                     | 3:27    |  |
| 6.  | "Eu Não Tô Brincando"          | Jacqui Blake Carrie Askew Gustavo Lins                          | 3:43    |  |
| 7.  | "Sou Neném"                    | Kelly Key Andinho                                               | 3:40    |  |
| 8.  | "Tô Te Dando Mole"             | Gustavo Lins Andinho                                            | 2:50    |  |
| 9.  | "O Filme Já Vai Começar"       | Umberto Tavares Andinho                                         | 3:48    |  |
| 10. | "Já Não Somos Mais Livres"     | Andinho Gustavo Lins                                            | 4:11    |  |
| 11. | "Minha Galera"                 | Andinho                                                         | 3:38    |  |
| 12. | "Bad Boy" (Remix)              | Kelly Key                                                       | 4:50    |  |
| 13. | "Escuta Aqui Rapaz" (Remix)    | Umberto Tavares Gustavo Lins Matheus Santos                     | 5:23    |  |
| 14. | "É Chamego ou Xaveco?" (Remix) | Andinho                                                         | 5:58    |  |

## Posições
| Paradas (2005)            | Posições |
| ------------------------- | -------- |
| Brasil - ABPD             | 2        |
| Brasil - Top 30 CDs Sales | 4        |

| País / Certificadora | Certificação | Vendas  |
| -------------------- | ------------ | ------- |
| Brasil ABPD          | Ouro         | 100.000 |

## Histórico de lançamento
| País            | Data                 | Formato | Gravadora    |
| --------------- | -------------------- | ------- | ------------ |
| Brasil          | 23 de maio de 2005   | CD      | Warner Music |
| Hispano-América | 3 de outubro de 2005 | CD      | Warner Music |
| Portugal        | 7 de outubro de 2006 | CD      | Warner Music |